# ミッチェル報告書

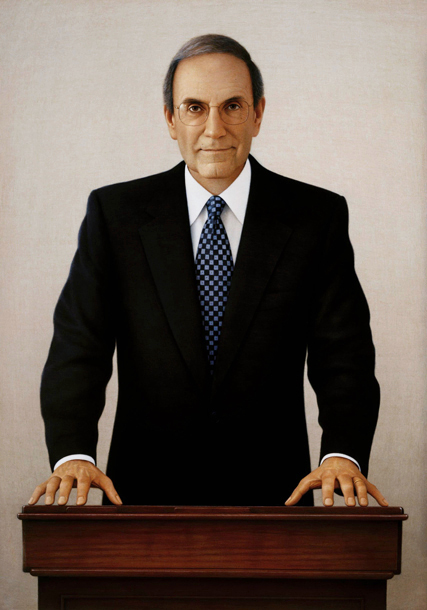
ジョージ・J・ミッチェル

プロ野球コミッショナー宛て独立調査報告：メジャーリーグ選手によるステロイド及びその他の運動能力向上薬物の違法使用に関して(Report to the Commissioner of Baseball of an Independent Investigation into the Illegal Use of Steroids and Other Performance Enhancing Substances by  Players in Major League Baseball)は、元アメリカ合衆国上院議員のジョージ・J・ミッチェルによるメジャーリーグベースボール（MLB）における運動能力向上薬物使用の実態調査報告書であり、薬物スキャンダルに発展した。一般には報告者の名から「ミッチェル・レポート」(Mitchell Report)と呼ばれる。21ヶ月間に及ぶアナボリックステロイドとヒト成長ホルモン（HGH）の使用者の調査は総計409ページにわたる報告書にまとめられ、2007年12月13日に発表された。

報告書では禁止薬物の使用経験があるとされる選手として89名の実名を挙げている。

## 背景
アメリカ合衆国上院議員を務めた経験を有するジョージ・J・ミッチェルは、2006年3月30日にバド・セリグコミッショナーからメジャーリーグベースボール（MLB）での運動能力向上薬物の使用を調査するよう要請された。当時、本塁打王のタイトルを獲得したバリー・ボンズによるアナボリックステロイドやヒト成長ホルモン（HGH）などの薬物の使用を取り上げた『ゲーム・オブ・シャドウズ』によって、この問題に批判が集まっていたのが原因であった。この決定の前に複数の議員からMLBでの薬物取締活動の実効性に疑義が呈された事が、セリグコミッショナーやドナルド・フェア選手会専務理事を決断させたと報道されている。

## 報告書の公表
ミッチェルは報告の中で選手会は「概して非協力的だった」と述べており、選手会が各選手に対して調査への協力を拒むよう盛んに働き掛けてきたとしている。知名度の高い選手に重点を置き、一連の調査では700名以上が聴取の対象となった。聴取が試みられた約500名の元選手のうち68名が自ら聴取に応じ、3名が法的強制力のもと聴取された。その他にクラブ従業員、コーチ、トレーナー、警備担当者など550名の聴取が行われた。そして各チーム及びコミッショナー事務局が調査のために総計11万5000ページを超える関連文書と約2000の電子文書を提供した。ドーピング検査の実施が認められなかったために、通話記録や支払済み小切手、領収書、配送記録などで証拠を集める事を余儀なくされた。
409ページに及ぶ調査報告書は2007年12月13日に公表された。この報告書の中には、既に引退している者も含めて89名の選手の実名が記載されている。
ステロイドを使用している選手の割合について、ケン・カミニティは2002年に「少なくとも半数はステロイドを使用している」と発言し、大部分の選手が35%前後は使用していると推定していた。しかし、2003年に行われた不作為調査では陽性反応が出たのは全体の5から7%だけだった。ミッチェルは選手がこの年に検査が実施される事を事前に知っていたため、ほぼ確実に使用を控えめに抑えたと見ており、正式な検査が実施された翌2004年に「多くの選手が検査で検出されないヒト成長ホルモンに切り替えた」と述べている。報告書中で名指しされた選手にはバリー・ボンズ、ロジャー・クレメンス、アンディ・ペティット、ミゲル・テハダ、エリック・ガニエらがいる。
調査の過程では、元ニューヨーク・メッツのクラブハウス従業員であるカーク・ラドムスキーの証言が重要な証拠となった。ラドムスキーは「運動能力向上薬物の流通に関する重要な情報を提供した」とされる。ラドムスキーは2007年4月に自らが薬物の違法配布に関与していた事を認める証言をしており、報告の中で名指しされている選手の多くがラドムスキーの顧客であったとされている。
ミッチェルは野球界におけるドーピング検査の強化を要求し、将来の薬物乱用を防ぐためにも、薬物使用が健康に及ぼす悪影響についてMLB機構が教育を改善していく事を推奨した。外部の機関にドーピング検査を委託し、野球界のための調査機関の設置を要求した。「その機関は透明でなくてはならない。また1年を通して抜き打ち検査を行わなくてはならない」と語った。処分内容についてはセリグに委ねるとし、報告書の中で言及していない。また、数名の選手には事前に抜き打ち検査の実施が通知されていた事を明かし、「報告書に記載されていない薬物使用選手はまだいる」と述べている。

## 報告に対する反応
報告書が公表される前日に、セリグコミッショナーは「私はまだ報告書を読んでいないが、それを誇らしく思う」とのコメントを発表した。報告が発表された後の12月13日午後4時30分（東部標準時）、セリグはマンハッタンのウォルドルフ・アストリアで記者会見を行い、その中で「ミッチェル報告は何らかの処分の呼び水となるだろう。私は実際に処分を行うつもりだ」と述べている。また、「報告で名前が挙がっている選手らに対する懲罰はケースバイケースで決定されるだろう。証拠が固まり次第、処分は迅速に下されるはずだ」と述べ、選手に対して懲罰処分が下される可能性を示唆した。フェール選手会長は同日午後6時00分（東部標準時）に記者会見を行い、「事前に報告書を読む機会を与えられなかった」と失望を表明する記者会見を開いた。翌15日、テキサス・レンジャーズのオーナーを務めた経験もあるジョージ・W・ブッシュ大統領は「名前が挙がった選手については結論を急ぐべきではない。しかし、ステロイドによって野球が汚されてしまった事は明らかである。今回の報告書をきっかけに薬物使用の時代が終わってほしい」と述べた。
ミッチェルが以前、ボストン・レッドソックスのフロントを勤めていた事からか、同報告書内に2009年7月にニューヨーク・タイムズ紙によって2003年のドーピング検査で陽性反応を示したと報じられたマニー・ラミレスとデビッド・オルティスを含め、レッドソックスの現役選手の名前が一人も掲載されていなかったため（直前にレッドソックスからフリーエージェント（FA）となったガニエ、ブレンダン・ドネリー両選手の名前はあった）、手心を加えたのではないかとの疑惑が持たれ（ミッチェルはこれを否定）、同報告書の信憑性には疑問が残されている。

## 日本球界への波紋
報告に挙げられた選手の中には日本プロ野球（NPB）に在籍経験のある選手も含まれていた。ここに該当する選手を示す。
- クリス・ドネルス（1996年：近鉄、1997 - 1999年：オリックス）
- フィル・ハイアット（1997年：阪神）
- マーク・キャリオン（1997年 - 1998年：ロッテ）
- アレックス・カブレラ（2001年 - 2007年：西武、2008年 - 2010年：オリックス、2011年 - 2012年途中：ソフトバンク）
- ジェフ・ウィリアムス（2003年 - 2009年：阪神）
- マット・フランコ（2004年 - 2006年：ロッテ）
- アダム・リグス（2005年 - 2008年：ヤクルト）
- バート・ミアディッチ（2005年：巨人）
- チャド・アレン（2007年：オリックス）
- ラリー・ビグビー（2008年：横浜）
- スティーブン・ランドルフ（2009年 - 2011年：横浜）

但し、ここに挙げられた選手のうち、NPB独自の抜き打ち検査を受けた者は全て結果が陰性反応だったという。